# Linguiça
La linguiça è un insaccato a forma di salsiccia, fatto con carne di maiale, pollame, carne di montone, manzo e vitello, talvolta anche pesce o frutti di mare, condito con cipolle, aglio e altre spezie. Può essere consumato fresco dopo essere stato preparato o sottoposto a processo di conservazione mediante affumicatura.
Nella sua varietà portoghese, ha un sapore simile al chorizo, anche se il suo condimento è solitamente molto più leggero di quello usato per il chorizo. Oltre che in Portogallo, la linguiça è popolare in Brasile; è diffuso anche in Nuova Inghilterra e nelle Hawaii, dove è chiamato Portuguese Sausage, traduzione letterale di "salsiccia portoghese".
La parola (come l'italiano luganega) deriva dalla parola latina lucanica, ovvero "propria dei lucani", il popolo italico che abitò la Basilicata prima dell'espansione romana; è possibile che l'arte di fare il salame nella cucina romana venne derivata da un alimento già in uso presso questo popolo.
Si può notare che in Brasile, le normative di istruzioni No. 4/2000 del Ministero dell'Agricoltura specificano i parametri definiti per i nomi ufficiali di linguiça calabresa, linguiça portuguesa, linguiça toscana e paio.